# 教皇冠

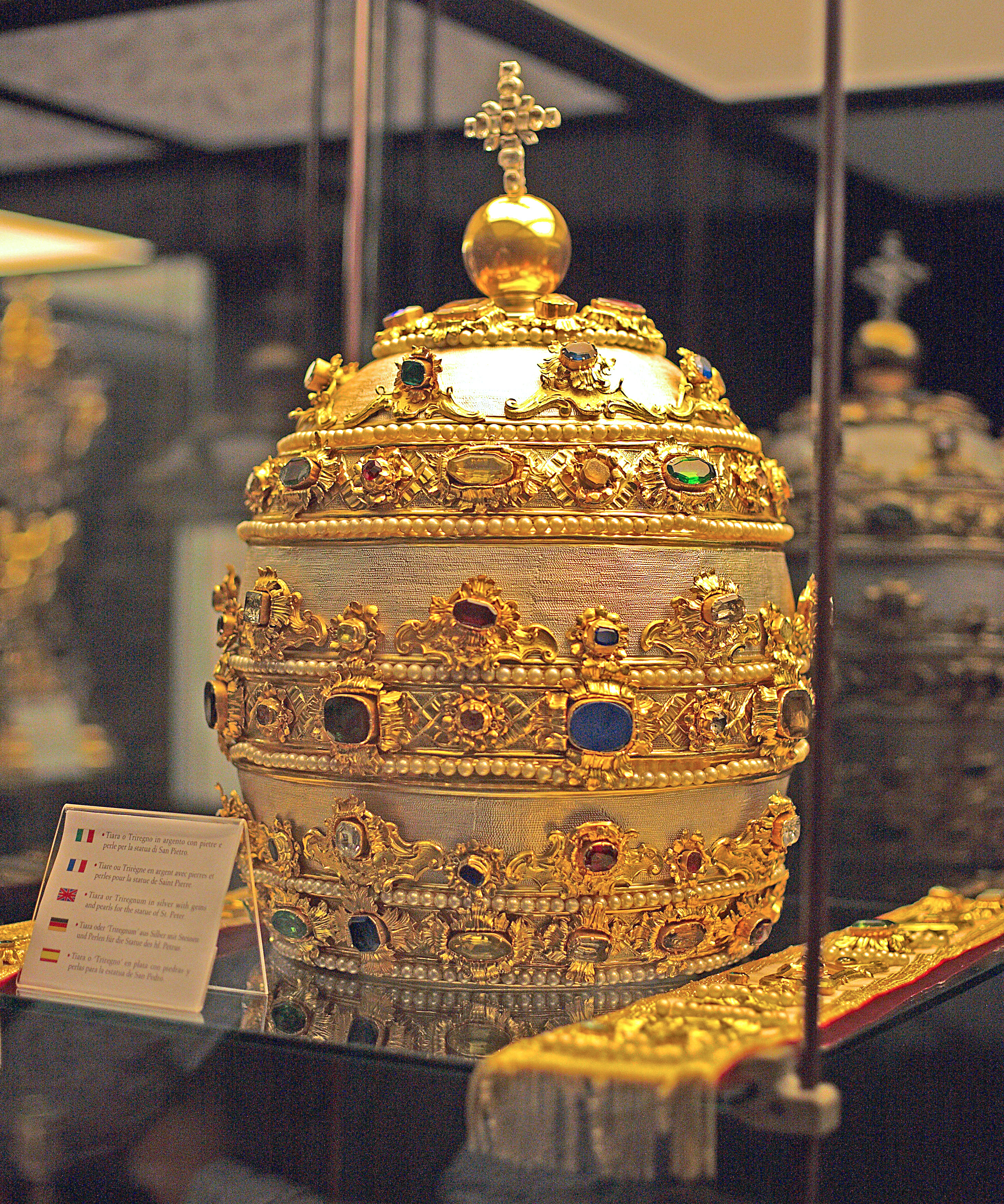
サン・ピエトロ大聖堂に保存されている教皇冠

教皇冠（きょうこうかん、ラテン語：tiara、イタリア語：tiara papale）は、ローマ教皇の地位を象徴する冠。時代を通じて数多くの教皇冠が用意され、過去の冠の一部は現存している。
冠を三段に重ねた形状から、三重冠（ラテン語：Triregnum、イタリア語：Triregno）ともいう。

## 概要
教皇冠は、教皇の地位を象徴する冠であり、金と宝石できらびやかに飾られた三重の冠の形状をしている。冠自体の材質はバーメイル（金でめっきされた銀）。この三重の冠の意味は、「司祭、司牧、教導の三権」を、また「天国・煉獄・（地上の神の国）教会」を象徴すると解されている。
クレメンス5世（在位：1305年 - 1314年）のときに初めて戴冠され、パウロ6世（在位：1963年 - 1978年）のときまで戴冠が行われた。
1962年から1965年にかけて行われた第2バチカン公会議の後、パウロ6世は主要な儀式においても教皇冠を使用せず、貧しい人々のために売却しようと考えた。この結果、パウロ6世の教皇冠は1968年よりアメリカ合衆国・ワシントンD.C.の無原罪の御宿りの聖母教会にて展示公開されることとなり、収益は貧しい人々に用いられるものとされた。その後1975年の使徒憲章『ロマーノ・ポンティフィチ・エリジェンド』によって、教皇選出方法に関する改革が行われたが、教皇冠は制度としては存続した。
パウロ6世に続くヨハネ・パウロ1世（在位：1978年）、ヨハネ・パウロ2世（在位：1978年 - 2005年）、ベネディクト16世（在位：2005年 - 2013年）、フランシスコ（在位：2013年 - 2025年）も教皇冠の戴冠を行わず、教皇冠の敬遠は半ば慣例となっている。

## 教皇冠の意匠
バチカンの国旗、国章のいずれにも教皇冠の意匠があしらわれている。
歴代教皇の紋章にも教皇冠はあしらわれており、ヨハネ・パウロ2世までこの慣習は続けられていた。しかし、ベネディクト16世は、自らの教皇紋章に教皇冠の意匠を用いず、司教の象徴であるミトラ（司教帽）の意匠をあしらった。フランシスコもこれに倣ってミトラをあしらったため、教皇紋章に教皇冠をあしらう慣習は過去のものとなりつつある。

教皇の紋章
バチカンの国旗
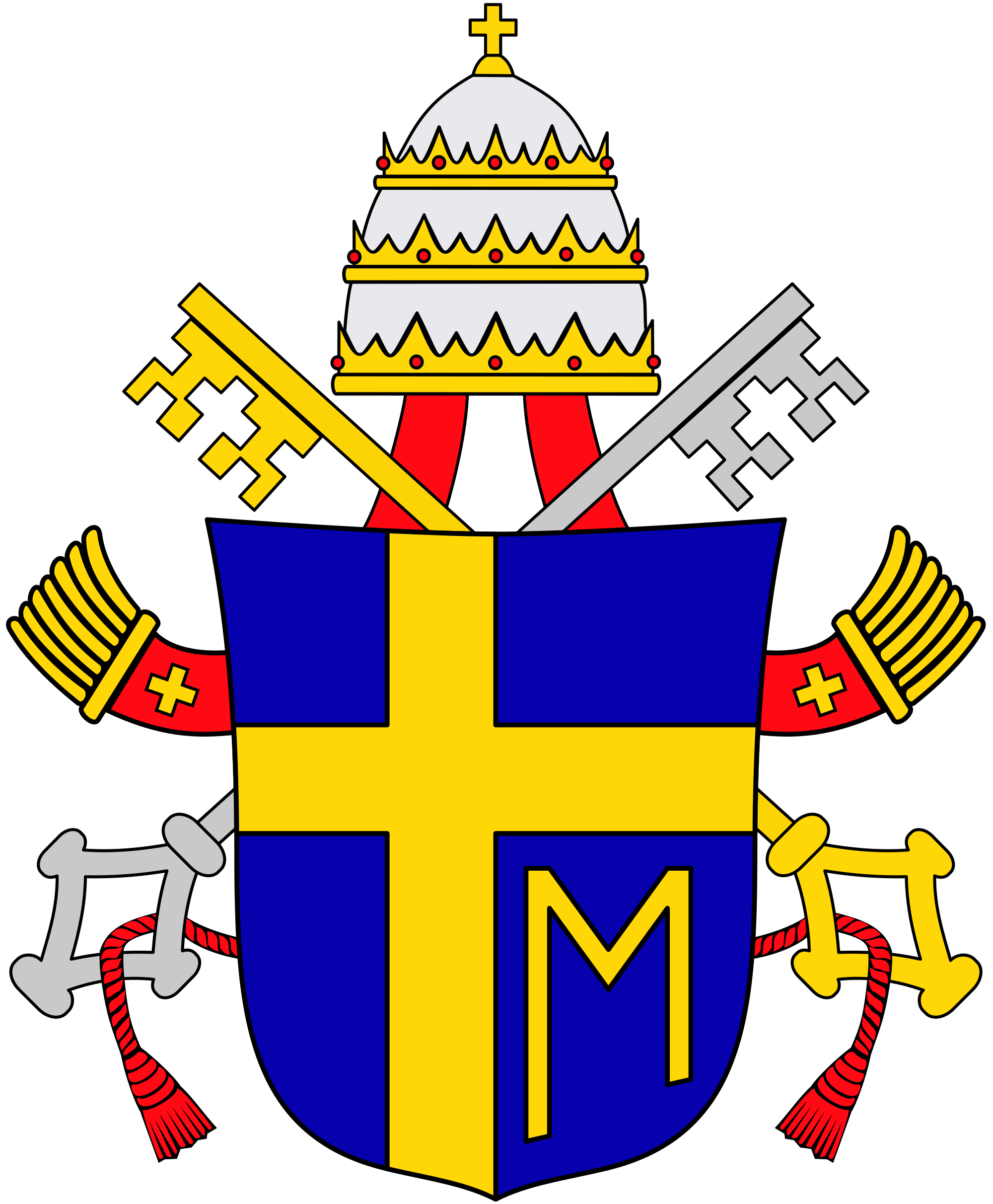
ヨハネ・パウロ2世の教皇紋章
ベネディクト16世の教皇紋章
フランシスコの教皇紋章